# Myza
Myza es un género de aves paseriformes perteneciente a la familia Meliphagidae endémicas de la isla de Célebes en Indonesia. 

## Especies
El género contiene 2 especies:
- Myza celebensis A.B. Meyer & Wiglesworth, 1895 - mielero chico de Célebes;
- Myza sarasinorum A.B. Meyer & Wiglesworth, 1895 - mielero grande de Célebes.